# RoboCop 3
RoboCop 3 – film science fiction produkcji amerykańskiej z 1993 roku. Jest kontynuacją dwóch poprzednich filmów z serii o przygodach policyjnego cyborga RoboCopa. Zdjęcia kręcono w Atlancie.

## Obsada
- Robert John Burke – RoboCop
- S.D. Nemeth – Bixby Snyder
- Remy Ryan Hernandez – Nikko
- Mario Machado – Casey Wong
- Jodi Long – mama Nikko
- John Posey – tata Nikko
- Mako Iwamatsu – Kanemitsu
- CCH Pounder – Bertha
- Judson Vaughn – Seitz
- Ken Strong – Rehab Patrol
- Stanley Anderson – Zack
- John Castle – Paul McDaggett

## Fabuła
Przestępczość w Detroit sięga zenitu. Częste strajki policji zmuszają OCP do utworzenia specjalnych oddziałów sił porządkowych, zwanych Rehab. Mają one nie tyle bronić niewinnych ludzi, co pomagać przy ich wysiedlaniu ze starych dzielnic, przeznaczonych pod budowę Delta City. RoboCop, stając po stronie pokrzywdzonych mieszkańców, naraża się władzom koncernu i zostaje skazany na zlikwidowanie przez cyborgi nowej generacji. Wraz z grupką przyjaciół będzie zmuszony walczyć o dobro niewinnych ludzi.

## Odbiór filmu
Film został źle przyjęty zarówno przez fanów, jak i krytyków. Uznano go za najgorszy sequel serii.
Serwis internetowy Rotten Tomatoes przyznał filmowi 3.1/10.
W kinach zarobił tylko 10,6 mln dolarów.